# Xyris involucrata
Xyris involucrata là một loài thực vật hạt kín trong họ Hoàng đầu. Loài này được Nees miêu tả khoa học đầu tiên năm 1840.